# Anthurium morae
Anthurium morae är en kallaväxtart som beskrevs av Thomas Bernard Croat. Anthurium morae ingår i släktet Anthurium och familjen kallaväxter. Inga underarter finns listade.